# Spitssnuitdolfijn van de Blainville
De spitssnuitdolfijn van de Blainville (Mesoplodon densirostris) is een in tropische wateren levende spitssnuitdolfijn. Het is de enige soort van het ondergeslacht Dioplodon.

## Kenmerken
Deze spitssnuitdolfijn kan 4,7 meter lang worden en heeft een voorkeur voor water van 700 tot 1000 meter diep. De gemiddelde groepsgrootte is twee tot zeven dieren. Het dier is voornamelijk bekend van aangespoelde exemplaren en leeft in alle tropische wateren. De noordelijke grens van het verspreidingsgebied loopt van Spanje tot Newfoundland en in de Grote Oceaan van Californië tot Japan, hoewel verdwaalde exemplaren tot in Nederland voorkomen. Hij eet vis en inktvis.

## Waarnemingen in Nederland
Een zwanger wijfje strandde (dood) op het strand van Ameland op 12 april 2005.